# 冈河畔克鲁瓦泽
冈河畔克鲁瓦泽（法語：Croizet-sur-Gand，法語發音：[kʁwazɛ syʁ ɡɑ̃]）是法国卢瓦尔省的一个市镇，位于该省东部偏北，属于罗阿讷区。

## 地理
冈河畔克鲁瓦泽（45°54'57"N, 4°13'47"E）面积5.98 平方千米，位于法国奥弗涅-罗讷-阿尔卑斯大区卢瓦尔省，该省份为法国中南部省份，北起顺时针与索恩-卢瓦尔省、罗讷省、伊泽尔省、阿尔代什省、上盧瓦爾省、多姆山省和阿列省接壤。
与冈河畔克鲁瓦泽接壤的市镇（或旧市镇、城区）包括：富尔诺、讷利斯、圣瑞斯特拉庞迪、圣桑福里安德莱。

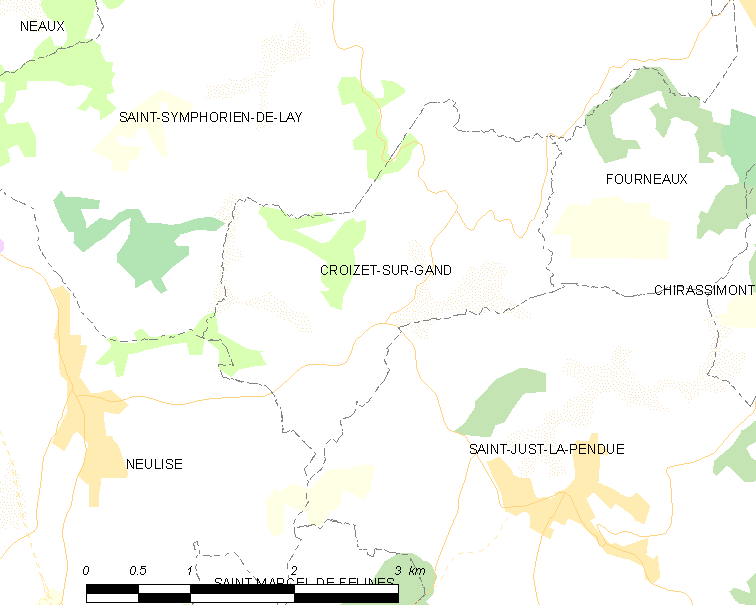
冈河畔克鲁瓦泽的OSM定位图

冈河畔克鲁瓦泽的时区为UTC+01:00、UTC+02:00（夏令时）。

## 行政
冈河畔克鲁瓦泽的邮政编码为42540，INSEE市镇编码为42077。

## 政治
冈河畔克鲁瓦泽所属的省级选区为勒科托县。

## 人口

1962-2008年间冈河畔克鲁瓦泽人口变化图示

冈河畔克鲁瓦泽于2022年1月1日时的人口数量为315人。